# Schwarzhofen

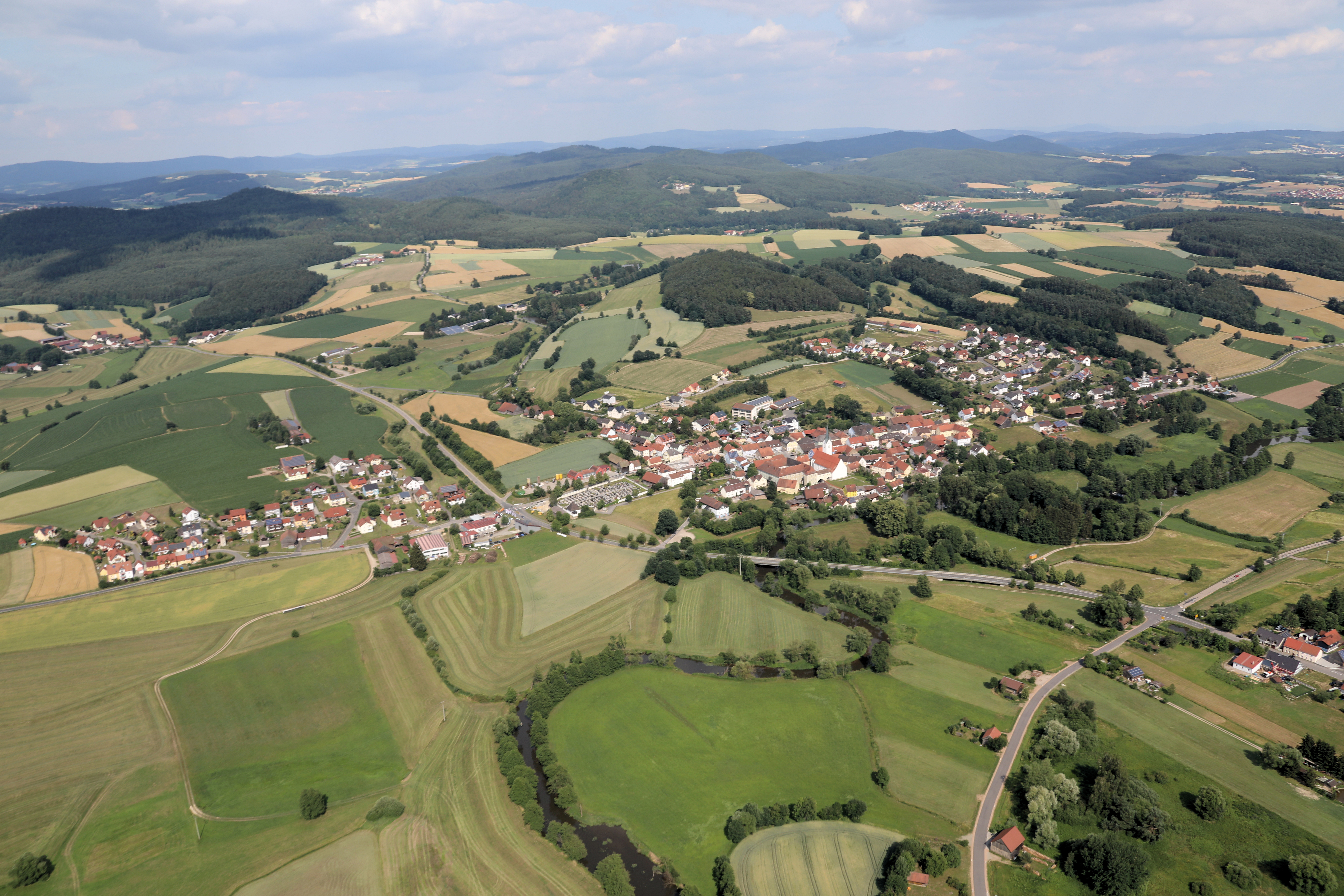
Schwarzhofen (2018)

Schwarzhofen ist ein Markt im Landkreis Schwandorf im bayerischen Regierungsbezirk Oberpfalz. Es ist Mitglied der Verwaltungsgemeinschaft Neunburg vorm Wald.

## Geographie

### Geographische Lage
Der Markt Schwarzhofen befindet sich in der Region Oberpfalz-Mitte im Naturpark Oberpfälzer Wald, etwa fünf Kilometer nordwestlich von Neunburg vorm Wald; der Ort (370 m ü. NHN) liegt am von Osten nach Westen fließenden Fluss Schwarzach und ist von bewaldeten Höhen umgeben. Der höchste Punkt ist 522 m ü. NHN.

### Nachbargemeinden
Die Nachbargemeinden (im Uhrzeigersinn) sind Niedermurach, Dieterskirchen, Neunburg vorm Wald und Altendorf.
| Altendorf 6 km          | Niedermurach 11 km                          | Dieterskirchen 8 km     |
| Neunburg vorm Wald 5 km | Kompassrose, die auf Nachbargemeinden zeigt | Neunburg vorm Wald 5 km |
| Neunburg vorm Wald 5 km | Neunburg vorm Wald 5 km                     | Neunburg vorm Wald 5 km |

### Gemeindegliederung
Es gibt 24 Gemeindeteile (in Klammern ist der Siedlungstyp angegeben):
- Altenhammer (Weiler)
- Baslmühle (Einöde)
- Demeldorf (Dorf)
- Denglarn (Dorf)
- Geratshofen (Weiler)
- Girnitz (Dorf)
- Grasdorf (Weiler)
- Haag b.Schwarzhofen (Dorf)
- Häuslern (Dorf)
- Höfen (Weiler)
- Höfen b.Uckersdorf (Einöde)
- Holzhof (Einöde)
- Klosterhäuser (Weiler)
- Krimling (Weiler)
- Laubenhof (Einöde)
- Mallersdorf (Weiler)
- Meischendorf (Weiler)
- Raggau (Weiler)
- Schönau (Dorf)
- Schwarzeneck (Dorf)
- Schwarzhofen (Hauptort)
- Uckersdorf (Dorf)
- Zangenstein (Dorf)
- Ziegelhof (Einöde)

Es gibt die Gemarkungen Demeldorf, Haag b.Schwarzhofen, Schwarzeneck, Schwarzhofen, Uckersdorf und Zangenstein.

## Geschichte

### Bis zur Gemeindegründung
Zahlreiche prähistorische Funde im Marktgebiet weisen auf früheste Besiedelung schon in der Steinzeit hin. So führte die Feuersteinroute vom Abbaugebiet der Feuersteine im Raum Kelheim entlang der Donau, Naab und Schwarzach nach Böhmen in die Siedlungsgebiete um Taus, Pilsen und Prag. Nachgewiesen wurde dies durch Fundstücke entlang der Route.
Im Jahre 2009 wurde im Gemeindeteil Zangenstein ein 2800 Jahre altes Hügelgrab aus der Keltenzeit (Hallstattzeit) ausgegraben. Der Ort Schwarzhofen und mit ihm das Kloster Schwarzhofen (heute in Privatbesitz) wurden erstmals urkundlich im Jahre 1237 erwähnt.
Bereits 1099 wurde der Ort Zangenstein und 1211 der nahe gelegene Ort Schwarzeneck mit der Burg des Zengers von Schwarzeneck schriftlich erwähnt.
1250–1254 suchte Elisabeth von Bayern (Gemahlin des Staufer-Königs Konrad IV.) das Kloster als Zuflucht auf, in Regensburg war auf ihren Mann ein Mordanschlag verübt worden. Konrad IV. überlebte diesen.
In den Jahren 1427 und 1428 brannten die aus Böhmen kommenden Hussiten (Anhänger des Reformators Jan Hus) den Ort und das Kloster nieder; am 21. September 1433 wurden die Hussiten bei Hiltersried auf Befehl des Pfalzgrafen Johann von Neunburg durch eine Streitmacht der Oberpfälzer angegriffen und vernichtend geschlagen. Bei dieser Schlacht fielen 9 Einwohner von Schwarzhofen. Die Hussiten fielen danach – abgesehen von einem letzten, kleineren Vorstoß im Jahre 1434 – nicht mehr in die Oberpfalz ein. Das Klostergebäude wurde später vom Barock-Baumeister Dientzenhofer umgebaut/neu gebaut.
Schwarzhofen liegt an einer sicheren Furt über die Schwarzach und an der Kreuzung von wichtigen Straßen und Wegen:
- Steinzeitliche Feuersteinroute nach Böhmen
- Trasse der mittelalterlichen Goldenen Straße von Nürnberg nach Prag (West-Ost)
- Mittelalterlicher Ochsenweg von Ungarn
- Mittelalterlicher Pilgerweg von der Ostsee nach Rom (Nord-Süd)
- Trasse der mittelalterlichen Salzstraße nach Böhmen
- Mittelalterliche Handelsstraße von Regensburg nach Magdeburg (Magdeburger Straße).

In Schwarzhofen befand sich der Eisenhammer Schwarzeneck, der 1387 als Mitglied der Oberpfälzer Hammereinigung genannt wird („Chvnrad Schedner mit dem hamer Swartzenekk“). Aus einem Bericht des Johann German Barbing an den Kurfürst Ferdinand Maria vom 16. Januar 1666 heißt es: „Schwarzeneck. Diesen Hammer hat Wilhelm Fuchs von Walburg von den Schnup'schen Erben und Creditoren erkauft und das dabei vorhandene Hammerhaus wohl erbaut; weil aber er Fuchs ein schlechtes Einkommen (hat), wird aber das Hammerwerk nicht leicht gangbar gemacht werden können.“ Das Gebäude des Hammerwerks ist heute unter der Aktennummer D-3-76-164-43 als denkmalgeschütztes Baudenkmal unter der Bezeichnung „ehemaliges Hammerwerk, ab 1772 Glasschleife und Polierwerk“ von Schwarzhofen verzeichnet. Ebenso wird es als Bodendenkmal unter der Aktennummer D-3-6640-0131 im Bayernatlas als „archäologische Befunde des Mittelalters und der frühen Neuzeit im Bereich des ehemaligen Schlosses sowie des zugehörigen Eisenhammers in Schwarzeneck“ geführt.
Lange gehörte der Ort zum Rentamt Amberg und zum Landgericht Neunburg des Kurfürstentums Bayern (Kurfürstentum von 1623 bis zur Ausrufung des Königreichs Bayern 1805;
1628 gelangte die Oberpfalz zu Bayern). Schwarzhofen besaß in dieser Zeit das Marktrecht mit wichtigen Eigenrechten.
1802 wurde das Kloster bei der Säkularisation aufgelöst, das Klostergut verkauft und die barocke Klosterkirche musste abgerissen werden. Mit dem Gemeindeedikt von 1818 entstand die politische Gemeinde Schwarzhofen.

### 20. Jahrhundert
Am 18. August 1904 wurde der Bahnhof Schwarzhofen an der Bahnstrecke Nabburg – Oberviechtach eröffnet. Nach Einstellung des Zugverkehrs 1985 befindet sich auf der Bahntrasse der Fuß- und Radweg Bayerisch-Böhmischer Freundschaftsweg.
Im Zweiten Weltkrieg wurde der Ort Schwarzhofen am 14. Februar 1945 bei einem Tages-Luftangriff von US-Bombenflugzeugen teilweise zerstört, es gab Verletzte und eine Tote.

### Eingemeindungen
Im Jahr 1946 wurde die Gemeinde Schwarzeneck eingegliedert. Am 1. Februar 1960 kam Demeldorf hinzu. Haag bei Schwarzhofen und Uckersdorf folgten am 1. Januar 1972 im Zuge der Gebietsreform in Bayern. Zangenstein folgte am 1. Mai 1978.

### Einwohnerentwicklung
Zwischen 1988 und 2018 sank die Einwohnerzahl von 1570 auf 1420 um 150 Einwohner bzw. um 9,6 %.
| Jahr      | 1961 | 1970 | 1987 | 1991 | 1995 | 2000 | 2005 | 2010 | 2015 | 2020 |
| Einwohner | 1694 | 1805 | 1605 | 1709 | 1680 | 1546 | 1511 | 1455 | 1428 | 1422 |

## Politik
- SPD: 2
- FW: 3
- CWU: 2
- CSU: 5

### Verwaltungsgemeinschaft
Am 1. Mai 1976 schlossen sich im Zuge der Gebietsreform die Gemeinden Dieterskirchen, Neukirchen-Balbini, Thanstein und Schwarzhofen zur Verwaltungsgemeinschaft Neunburg vorm Wald zusammen.

### Marktgemeinderat
Die letzten Gemeinderatswahlen ergaben diese Sitzverteilungen:
| Jahr | CSU | FW | CWU1 | SPD |
| ---- | --- | -- | ---- | --- |
| 2020 | 5   | 3  | 2    | 2   |
| 2014 | 5   | 2  | 3    | 2   |

1 Christliche Wähler Union Schwarzhofen 

### Bürgermeister
Erster Bürgermeister des Marktes Schwarzhofen ist seit Mai 1996 Maximilian Beer (CSU).

### Wappen
| | Blasonierung: „In Blau auf grünem Boden stehend ein golden bewehrter silberner Ochse in einer goldenen Umzäunung. Wappen seit dem 15. Jahrhundert.“ |
| Der Ochse ist ein Hinweis auf die Bedeutung als Viehumschlagplatz. Im Mittelalter führte der „Ochsenweg“ aus Ungarn über Schwarzhofen nach Nürnberg und von dort weiter nach Frankfurt am Main. | |

## Bau- und Bodendenkmäler
- Kloster Schwarzhofen
- Burgruine Zangenstein
- Trojaburg Uckersdorf beim Radlerbahnhof Schwarzhofen

## Wirtschaft und Infrastruktur

### Wirtschaft
Im Jahr 2023 gab es nach der amtlichen Statistik insgesamt 201 sozialversicherungspflichtig Beschäftigten am Arbeitsort. Sozialversicherungspflichtig Beschäftigte am Wohnort gab es 627. Im verarbeitenden Gewerbe und im Bauhauptgewerbe gab es je zwei Betriebe. Im Jahr 2020 gab es 52 landwirtschaftliche Betriebe mit einer landwirtschaftlich genutzten Fläche von insgesamt 1759 ha, davon waren 1272 ha Ackerfläche.
Weitere Arbeitsplätze gab es in der Holzwirtschaft und in Steinbrüchen mit dem seltenen blauen und braunen Granit.

### Verkehr und Tourismus
Verkehrsanbindungen mit PKW über Autobahn 93 Anschlussstelle Nabburg sowie über Deutsche Bahn Bahnhof Schwandorf oder Bahnhof Bodenwöhr und Nahverkehrsgemeinschaft Schwandorf-Neunburg vorm Wald. Der Bahnhof Schwarzhofen an der Bahnstrecke Nabburg–Schönsee ist stillgelegt.
Im Marktgemeindegebiet gibt es ein gut ausgebautes Straßen- und Wegenetz, einschließlich abwechslungsreicher und sehr gut ausgewiesener Wander- und Fahrradwege. Überregional:
(Bayerisch-Böhmischer Freundschaftsweg, Main-Donau-Weg, Schwarzachtal-Radweg) und REGIONAL mit eigener Karte (bei Tourist-Info Neunburg v.W. erhältlich).
Der naturbelassene Fluss Schwarzach ist für Boot- und Kanufahren geeignet sowie ein hervorragendes Angelgebiet.
Pferdefreunde finden Reitställe.
Bewirtungs- und Beherbergungsbetriebe sind vorhanden.

### Bildung
Es gibt folgende Einrichtungen:
- Kindergarten: Schwarzachtal-Kindergarten
- Grundschule: Dr.-von-Ringseis-Schule
- Gemeinde- und Schulbücherei
- Seniorenclub

## Persönlichkeiten
Der berühmteste Sohn des Marktes ist Johann Nepomuk von Ringseis (* 16. Mai 1785 in Schwarzhofen; † 20. Mai 1880 in München). Er war Leibarzt des bayerischen Kronprinzen Ludwig und Gründungs-Rektor der Ludwig-Maximilians-Universität München.

### Töchter und Söhne der Gemeinde
- Paul Zeidler (1548–1627), Humanist
- Janus Gebhard (1592–1632), Klassischer Philologe und Hochschullehrer
- Johann Nepomuk von Ringseis (1785–1880), Arzt und Rektor der LMU München
- Baptist von Stephan (1808–1875), bayerischer General der Infanterie
- Josef Bruckmaier (1848–1903), Reichstagsabgeordneter
- Leo Brem (1901–1946), Tropenmediziner und Missionsarzt in Neuguinea
- Philipp Ziereis (* 1993), Fußballspieler

## Bilder

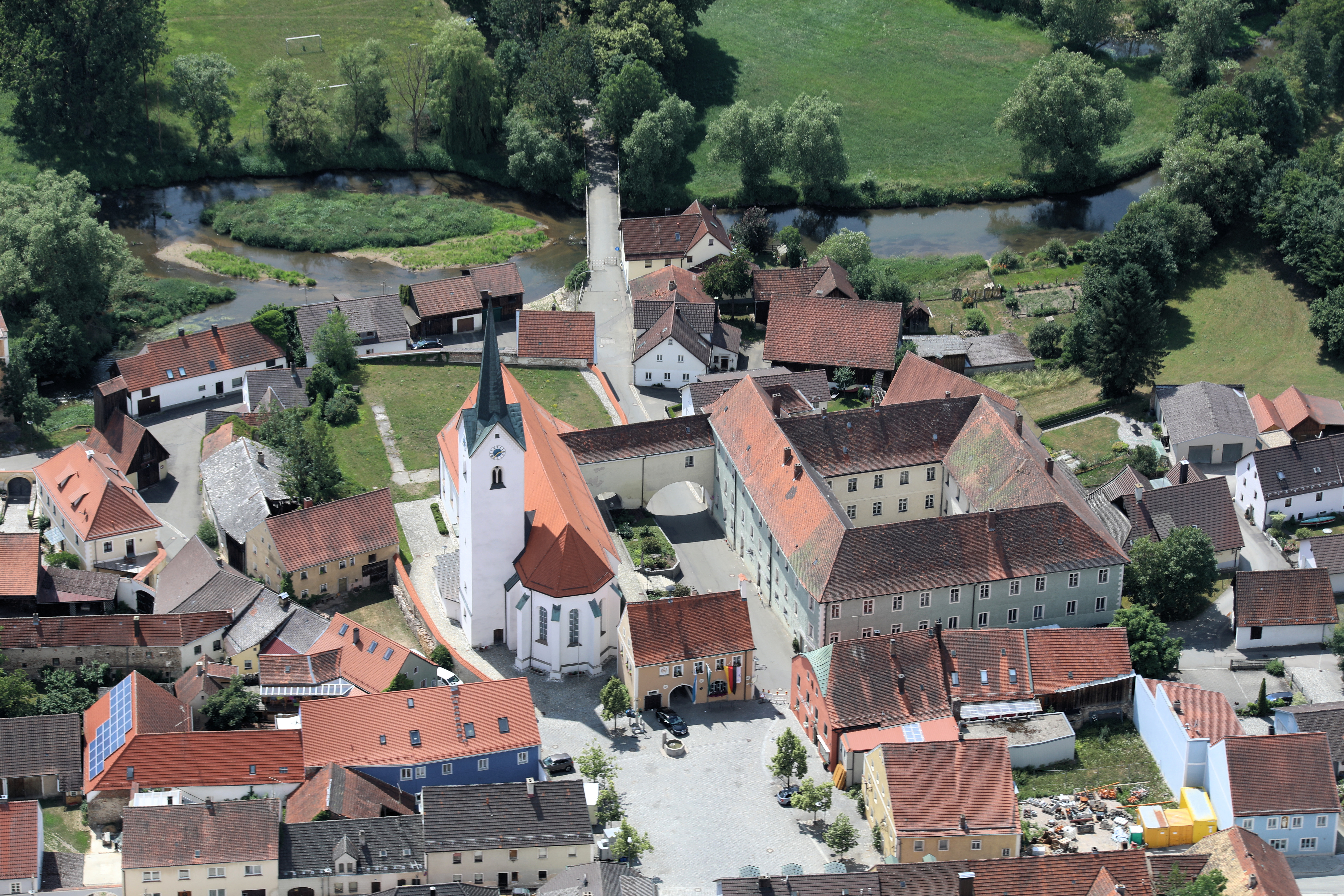
Pfarrkirche und Kloster (2018)
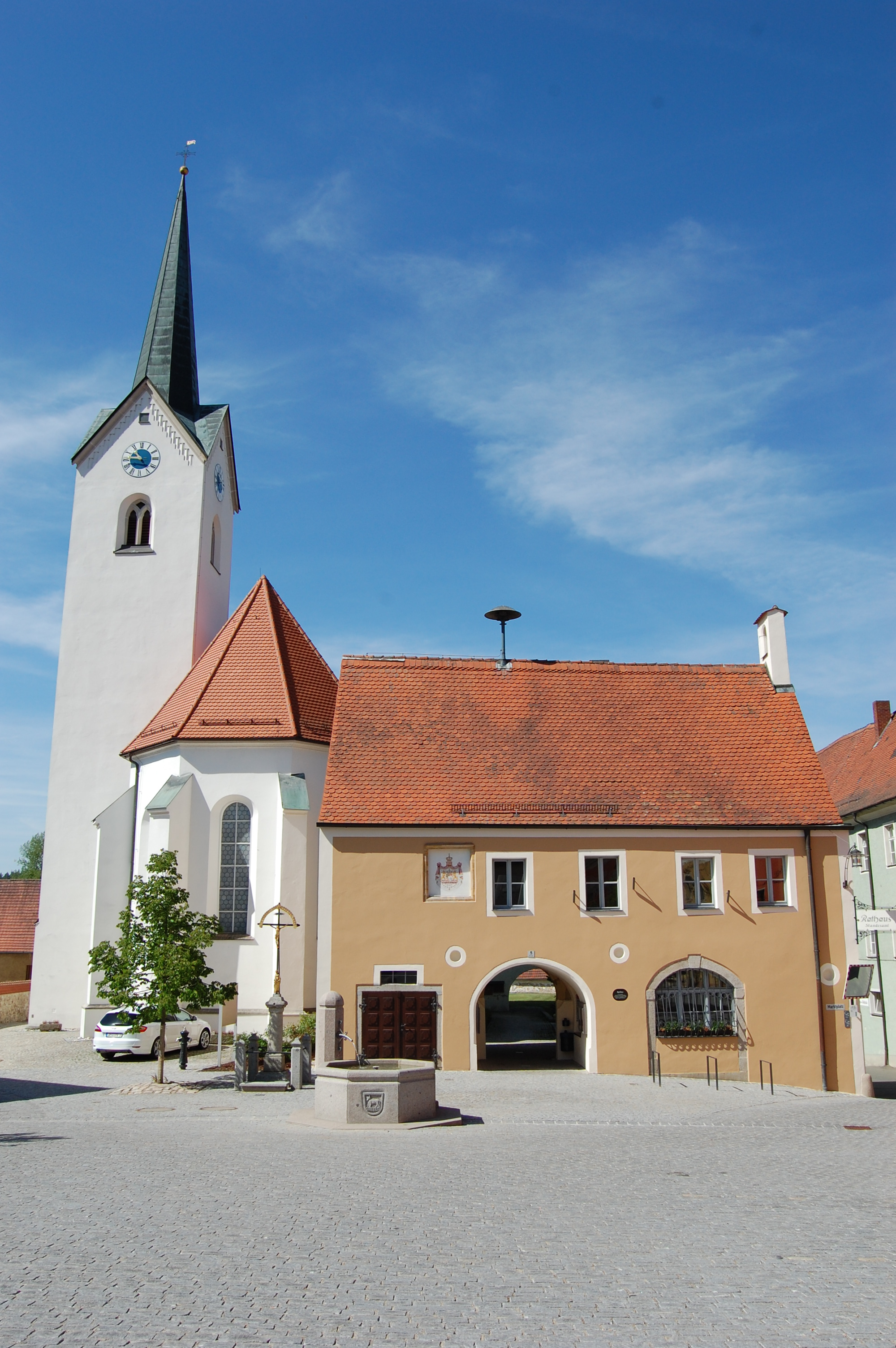
Marktplatz Schwarzhofen
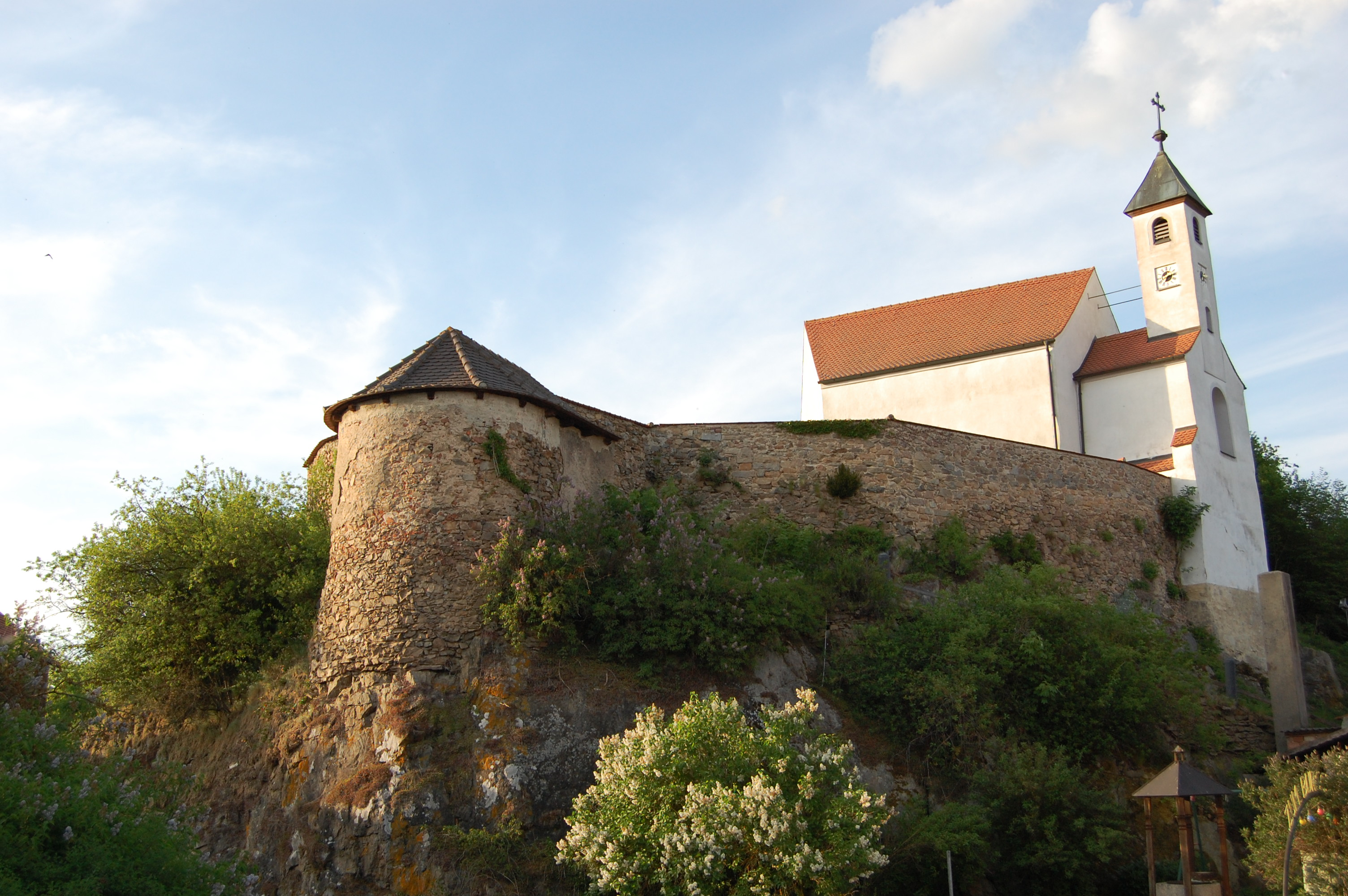
Burgruine Zangenstein
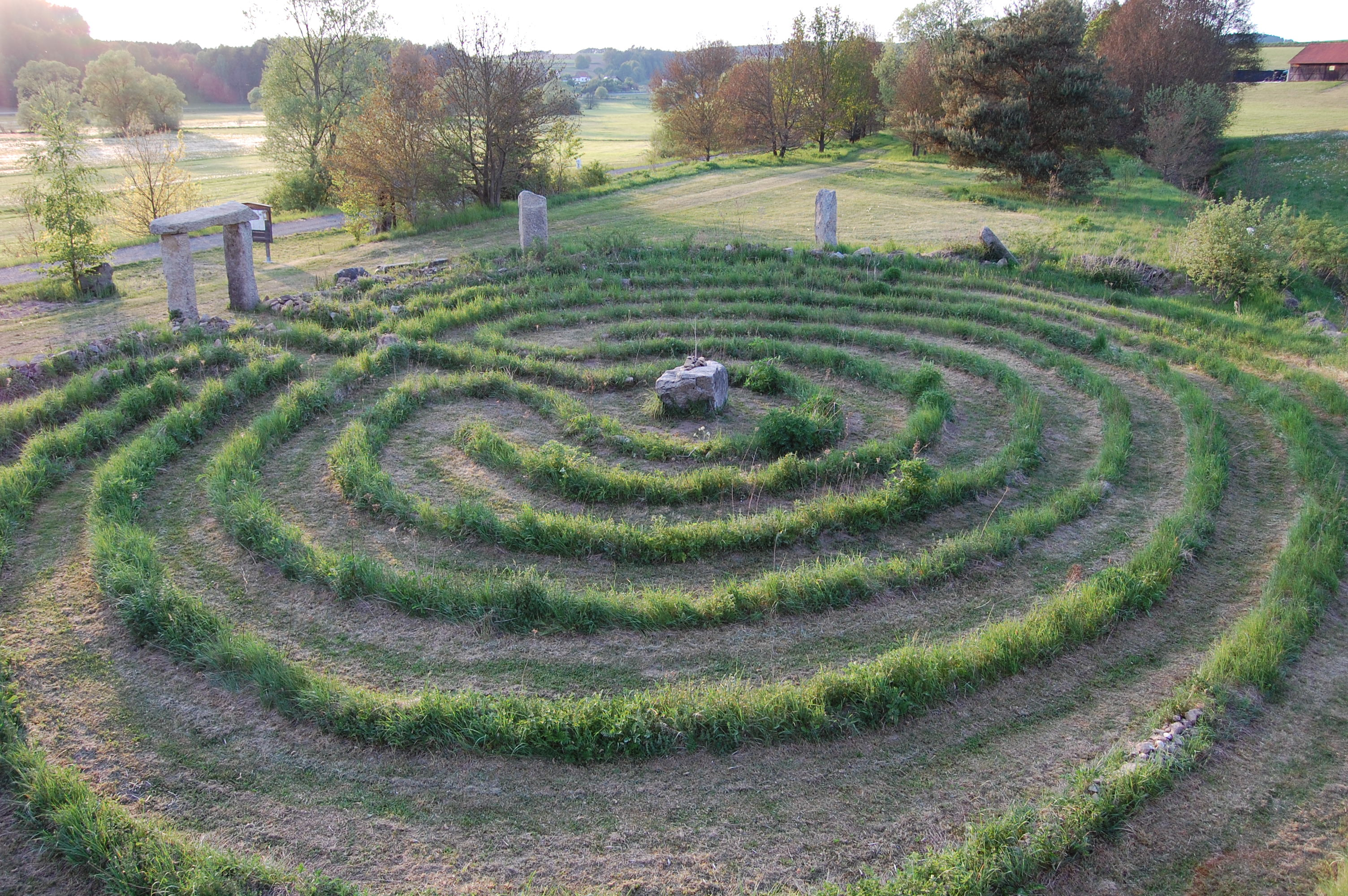
Trojaburg am Radlerbahnhof Schwarzhofen
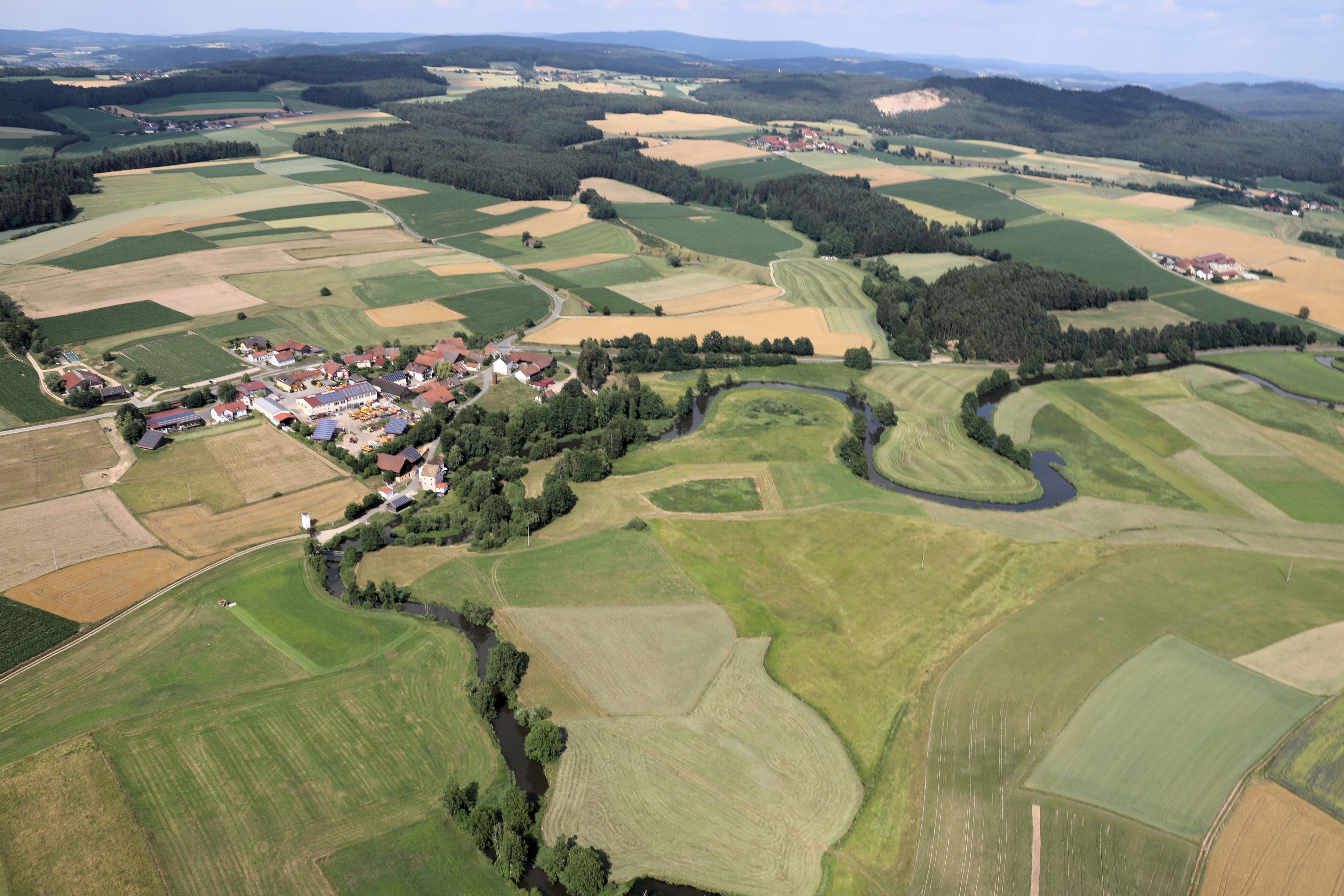
Girnitz mit Schwarzach